# Burg Točník

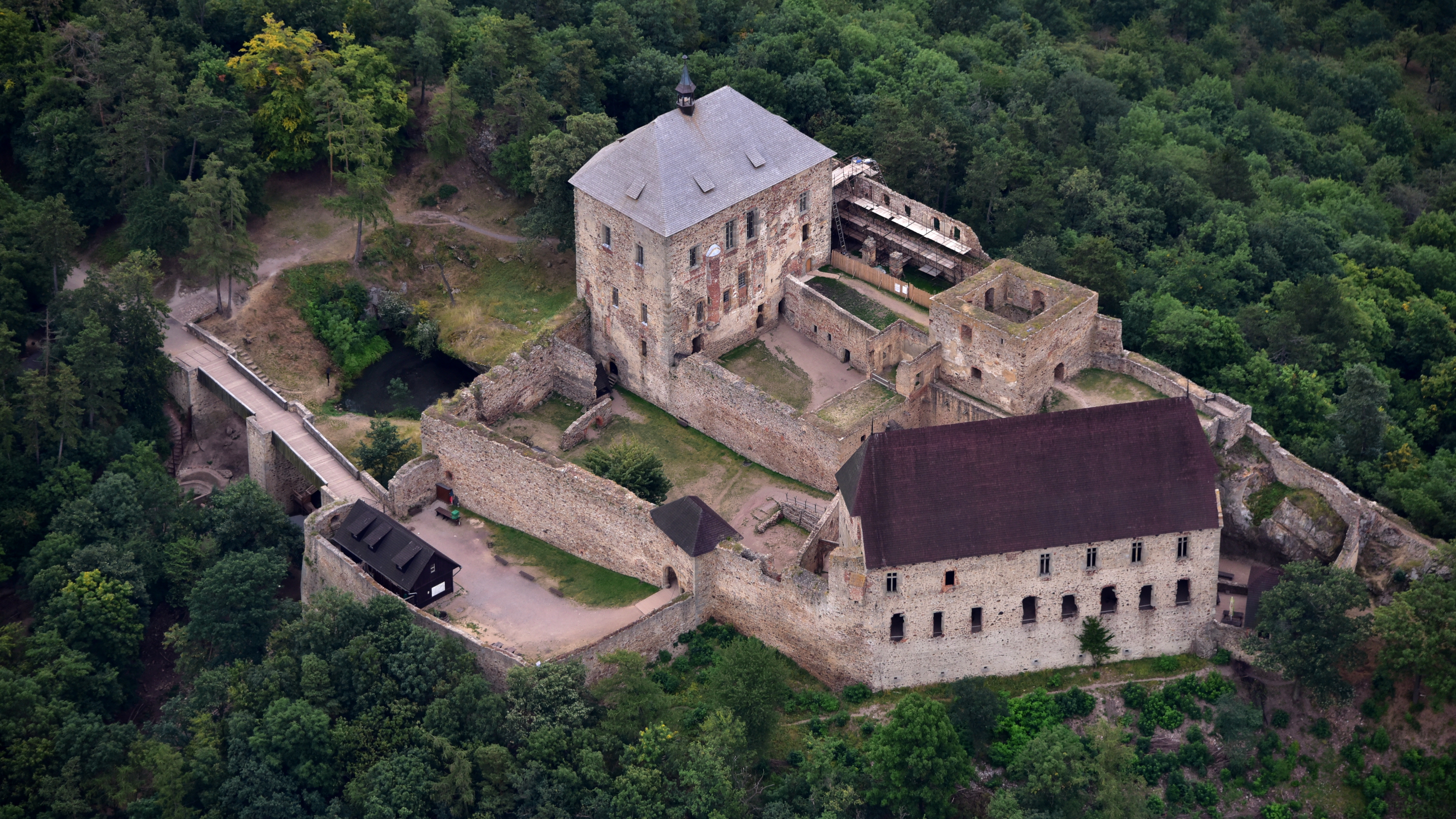
Burg Točník, Luftaufnahme (2018)

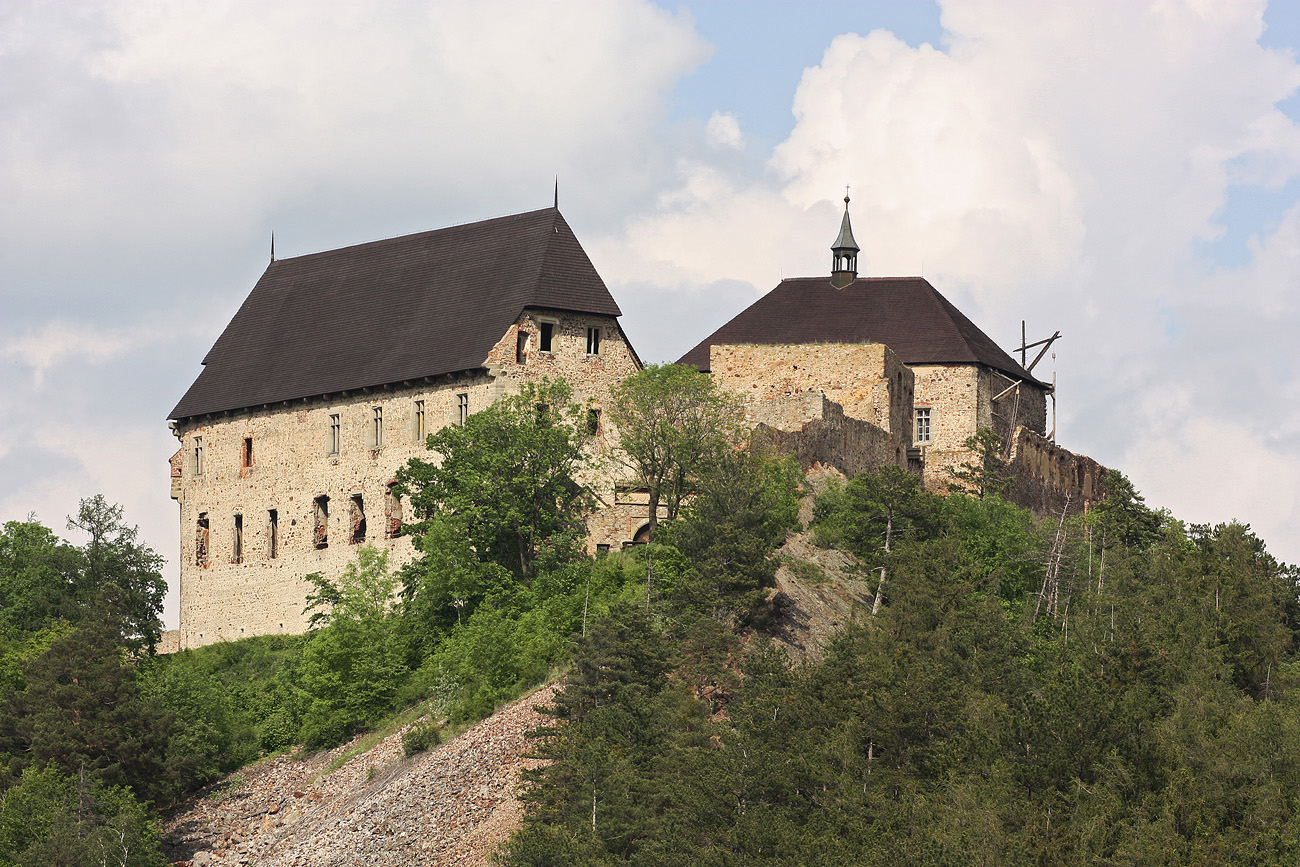
Burg Točník im Jahr 2009

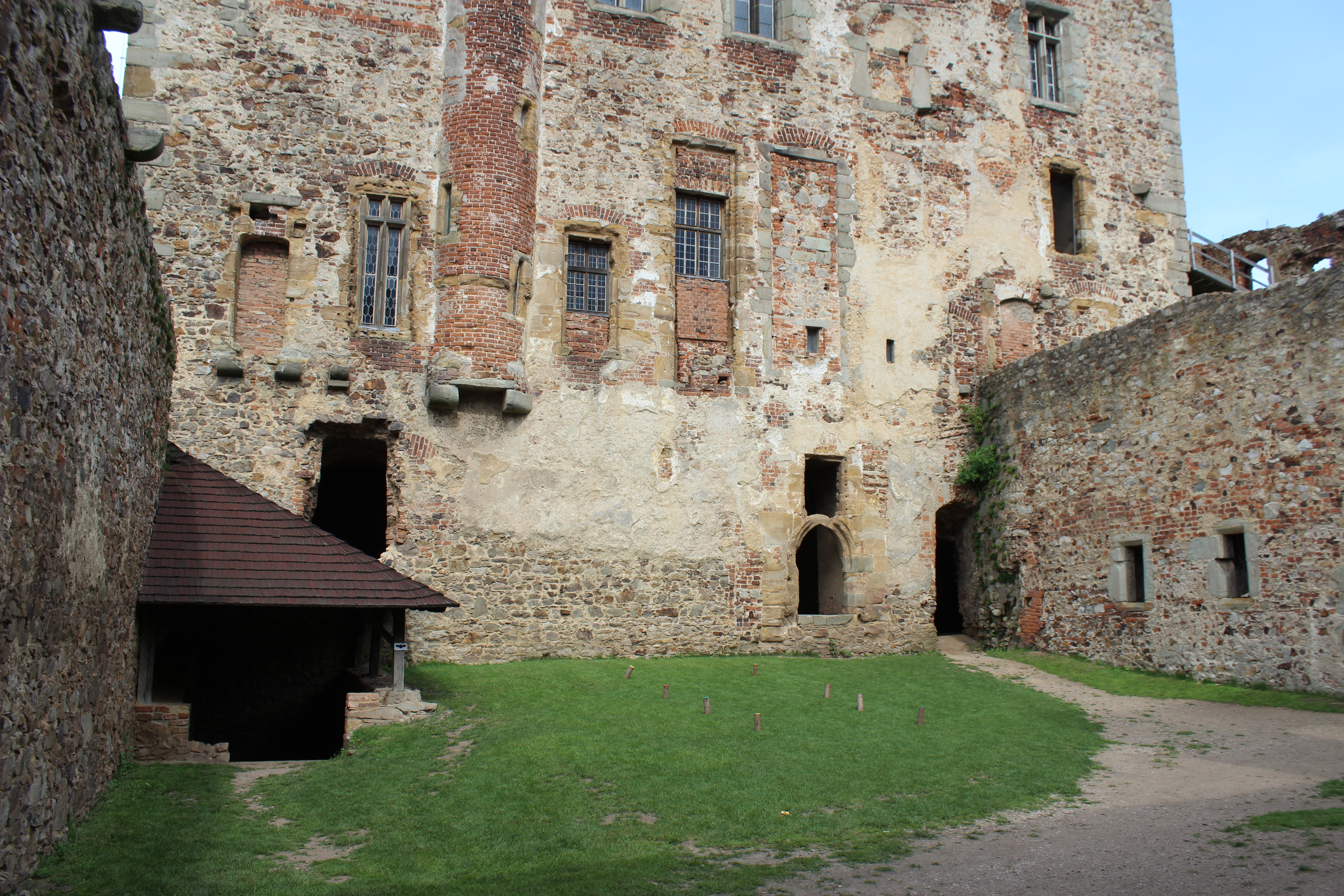
Der Palas König Wenzels IV. (um 1400)

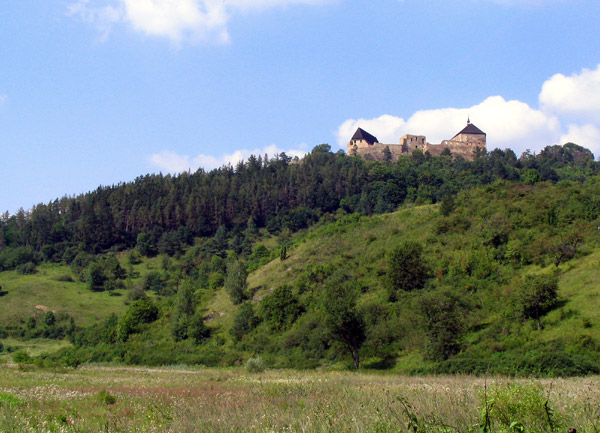
Die Burg von der zeitgenössischen Landstraße zwischen Nürnberg und Prag aus gesehen

Die Burg Točník (deutsch Burg Totschnik, älter auch Tolznik, Tetznick) liegt in Točník im Okres Beroun in Tschechien und wurde um 1400 mit großem Aufwand als königlicher Jagd- und Rückzugsort erbaut.
Die Burg wurde von Wenzel IV. als Königsburg und persönlicher Amts- und Privatsitz am Ende des 14. Jahrhunderts in den unmittelbaren Nähe der älteren königlichen Burg Žebrák und an der überregionalen Landstraße zwischen Nürnberg und Prag errichtet. Die erste schriftliche Erwähnung stammt von 1398. 
Bereits 1421 wurde die Burg verpfändet. Zwischen 1434 und 1543 wurde sie unter den Herren von Wartenberg im Stil der Renaissance umgebaut, später setzten die Herren von Lobkowicz diese Bauarbeiten weiter fort. Georg Popel von Lobkowicz verlor 1593 wegen einer Intrige gegen Kaiser Rudolf II. sämtliche Güter. 1594 wurde die konfiszierte Herrschaft Točník mit den Herrschaften Zbiroh und Königshof zu einer Kameralherrschaft vereinigt, deren Hauptmann seinen Sitz im Schloss Zbiroh hatte. Nach dem Dreißigjährigen Krieg verfielen Teile der Burg.
Die Anlage ist dreiteilig mit Wohnpalas und einem weiteren Palasgebäude, welches mit einem 34 × 9 Meter großen, wahrscheinlich zu diplomatischen Zwecken dienenden Saal ausgestattet ist. Die Anlage ist ein Beispiel ausgeprägter böhmischer Burgenarchitektur des späten 14. Jahrhunderts, wo aufgrund ruhiger Verhältnisse besonders Wert auf die Wohnqualität gelegt wurde.
Die Burg wird heutzutage u. a. für Film-Produktionen genutzt.
2018 wurden auf der Burg Teile zum Film Narziss und Goldmund gedreht.